# Marc Servili Nonià
Marc Servili Nonià (en llatí Marcus Servilius Nonianus) va ser un magistrat romà. Era fill d'un personatge de nom Noni proscrit per Marc Antoni, i va ser adoptat per un membre no identificat pertanyent a la gens Servília.
Va ser cònsol l'any 35 juntament amb Gai Sesti Gal. Quan els historiadors el mencionen l'anomenen simplement Marc Servili, però el cognom Nonià es troba als Fasti, i Plini en un passatge parla del cònsol Servilius Nonianus.
Va ser també un cèlebre orador i historiador a la seva època. L'emperador Claudi va escoltar-lo quan llegia en públic les seves obres, i també Quintilià. Plini l'anomena princeps civitatis i Tàcit lloa el seu talent i diu que va morir l'any 60.